# فهرست آثار تاریخی و باستانی تخریب‌شده در ایران
در زیر فهرستی از آثار و محوطه‌های تاریخی و باستانی در ایران آورده شده‌است که تخریب‌شده‌اند.

## آثار شاخص نابودشده پیش از ثبت
این بخش شامل فهرست آثار ملی است که هرگز به ثبت نرسیده‌اند، چرا که قبل از آغاز ثبت آثار ملی از میان رفته‌اند.
| نام                                  | شماره و تاریخ ثبت | یونسکو | تصویر | تخریب توسط                         | تاریخ تخریب                    | توضیح |
| ------------------------------------ | ----------------- | ------ | ----- | ---------------------------------- | ------------------------------ | --- |
| قلعه نهاوند                          | هرگز ثبت نشدند    |        |       | ناصرالدین شاه قاجار                | ۱۲۴۰                           | |
| باروتخانه تهران                      | هرگز ثبت نشدند    |        |       | ؟                                  | ؟                              | |
| کاخ هفت‌دست و کوشک آیینه‌خانه          | هرگز ثبت نشدند    |        |       | ظل‌السلطان                          | ۱۲۷۰                           | |
| سر در قاجاری میدان مشق (سر در ناصری) | هرگز ثبت نشدند    |        |       | ؟                                  | سال‌های آغازین دهه ۱۳۰۰ خورشیدی | |
| قصر قاجار                            | هرگز ثبت نشدند    |        |       | دوره رضاشاه (نظمیه، ارتش، مخابرات) | ۱۳۰۷                           | تنها بنای باقی‌مانده این قصر در تاریخ ۲۶ آبان ۱۳۷۵ با شماره ۱۷۶۶ و تحت عنوان «عمارت کلاه فرنگی و ندامتگاه قصر» به ثبت رسید |
| عمارت باغ‌شمال (هشت بهشت تبریز)       | هرگز ثبت نشدند    |        |       | شهرداری تبریز                      | ؟                              | |
| بنای شمس‌العماره بندرانزلی            | هرگز ثبت نشدند    |        |       | نامشخص                             | ۱۳۰۶                           | |
| کاخ خوشتاریا بندرانزلی               | هرگز ثبت نشدند    |        |       | آتش‌سوزی                            | ۱۳۰۸                           | |
| کاخ عمادیه                           | هرگز ثبت نشدند    |        |       | نامشخص                             | نامشخص                         | |
| برج نوش                              | هرگز ثبت نشدند    |        |       | بانک ملی                           | دهه ۱۳۰۰ خورشیدی               | |
| عمارت باغشاه                         | هرگز ثبت نشدند    |        |       | نامشخص                             | نامشخص                         | |
| عمارت اندرونی                        | هرگز ثبت نشدند    |        |       | وزارت دارایی                       | دهه ۱۳۰۰ خورشیدی               | |
| عالی‌قاپو (تبریز) (شمس‌العماره تبریز)  | وضعیت ثبت نامشخص  |        |       | آتش‌سوزی سیل ۱۳۱۳ علی منصور         | ۱۳۱۲، ۱۳۱۳ و ۱۳۳۳              | |
| تکیه دولت                            | وضعیت ثبت نامشخص  |        |       | بانک ملی                           | ۱۳۲۵                           | |
| حظیرةالقدس                           | وضعیت ثبت نامشخص  |        |       | محمدتقی فلسفی، ارتش شاهنشاهی ایران | ۱۳۳۴                           | |
| ساختمان تلگرافخانه (تهران)           | وضعیت ثبت نامشخص  |        |       | وزارت پست و تلگراف و تلفن          | ۱۳۴۹                           | |
| عمارت شهرداری (تهران)                | وضعیت ثبت نامشخص  |        |       | شهرداری تهران                      | ۱۳۴۷                           | |
| مدرسه باقریه                         | وضعیت ثبت نامشخص  |        |       | آستان قدس رضوی                     | ۱۳۵۴                           | |
| سالن تئاتر شیر و خورشید تبریز        | وضعیت ثبت نامشخص  |        |       | مسلم ملکوتی                        | ۱۳۶۰                           | |

## آثار شاخص نابودشده بعد از ثبت
این بخش شامل فهرست آثار ملی برجسته است که پس از ثبت در آثار ملی از میان رفته‌اند.
| نام                                                       | ش     | تاریخ ثبت      | یونسکو | تصویر | تخریب توسط                           | تاریخ تخریب             |
| --------------------------------------------------------- | ----- | -------------- | ------ | ----- | ------------------------------------ | ----------------------- |
| عمارت نظامیه                                              | ۲۶۱   | ۳۰ خرداد ۱۳۱۵  |        |       | حاج علینقی کاشانی (از بازاریان)      | اوایل دهه ۱۳۳۰          |
| کاخ سلطنت‌آباد                                             | ۴۱۸   | ۱۱ بهمن ۱۳۳۴   |        |       | ارتش                                 | ؟                       |
| عمارت متصل به غارهای طاق بستان (عمارت مسعودیه (کرمانشاه)) | ۳۴    | ۲۴ شهریور ۱۳۱۰ |        |       | رومن گیرشمن                          | ۱۳۴۲                    |
| آرامگاه رضاشاه پهلوی                                      | ۱۳۲۹  | ۲۰ بهمن ۱۳۵۵   |        |       | صادق خلخالی                          | اردیبهشت ۱۳۵۹           |
| برج شیشه اراک                                             | ۱۰۷۶  | ۱۰ خرداد ۱۳۵۴  |        |       | ؟                                    | ۱۳۶۱                    |
| بند شاه عباسی                                             | ۱۱۸۲  | ۱۴ مهر ۱۳۵۴    |        |       | وزارت نیرو تخریب برای ساخت سد الغدیر | بین سال‌های ۱۳۶۲ تا ۱۳۷۲ |
| حمام خسروآقا                                              | ۹۷۶   | ۱ مرداد ۱۳۵۳   |        |       | برخی اهالی محلی یا شهرداری اصفهان    | ۲۳ فروردین ۱۳۷۴         |
| ارگ بم                                                    | ۵۱۹   | ۱ فروردین ۱۳۴۵ |        |       | زمین‌لرزه بم                          | ۵ دی ۱۳۸۲               |
| سرای دلگشا                                                | ۱۹۸۴۸ | ۱۴ آبان ۱۳۵۶   |        |       | مالک شخصی                            | مهر ۱۳۹۰                |
| کلیسای کرمان                                              | ۲۶۲۴۶ | ۲۷ اسفند ۱۳۸۷  |        |       | ؟                                    | ۲۰ بهمن ۱۳۹۱            |
| خانه توران امیرسلیمانی                                    | ۳۱۵۳۸ | ۲۸ تیر ۱۳۹۵    |        |       | کمیته امداد امام خمینی               | ۲۸ تیر ۱۳۹۵             |

## فهرست کامل
| ردیف | نام اثر یا محوطه                            | منطقه           | زمان ساخت                              | وضعیت کنونی | وضعیت ثبت ملی و شماره ثبت        | تاریخ ثبت ملی   | نگاره | تخریب توسط          |
| ---- | ------------------------------------------- | --------------- | -------------------------------------- | --- | -------------------------------- | --------------- | ----- | ------------------- |
| ۱    | برم دلک                                     | شیراز           | ساسانی                                 | تجاوز و تعرض‌شده با بیل مکانیکی | ۷۱                               | ۱۵ دی ۱۳۱۰      |       | وزارت راه و شهرسازی |
| ۲    | محوطه‌های پشت سد سیوند (تنگه بلاغی)          | پاسارگاد        | از پیش از تاریخ تا اسلامی              | در اثر آبگیری سد غرق شده | ثبت شده بود                      | ؟               |       | وزارت نیرو          |
| ۳    | امامزاده یحیی                               | زواره           | سده هفتم قمری                          | تخریب شده | -                                | ؟               |       | ؟                   |
| ۴    | تپه یا تل بقارا                             | بهبهان          | هزاره پنج پیش از میلاد                 | تخریب شده | ۱۹۲۴۰                            | ۱ مرداد ۱۳۸۶    |       | ؟                   |
| ۵    | محوطه جوبجی                                 | رامهرمز         | عیلامی                                 | در اثر کار عمرانی تخریب شده | ۲۳۰۵۲                            | ۲ مرداد ۱۳۸۷    |       | ؟                   |
| ۶    | کوشک اسدآباد                                | بهبهان          | ساسانی                                 | | ؟                                | ؟               |       | ؟                   |
| ۷    | سنگ‌نبشته هخامنشی جزیره خارک                 | بوشهر           | هخامنشی                                | تخریب شده | ؟                                | ؟               |       | ؟                   |
| ۸    | کتیبه پایه ستون‌های کاخ آپادانای شوش         | شوش             | هخامنشی                                | تخریب شده |                                  | ؟               |       | ؟                   |
| ۹    | سد جره (دوران ساسانی)                       | رامهرمز         | ساسانی                                 | در اثر آبگیری سده جره غرق شده | ۲۵۴۲                             | ۸ دی ۱۳۷۸       |       | وزارت نیرو          |
| ۱۰   | محوطه‌های پشت سد جره (سد جره (دوران ساسانی)) | رامهرمز         | همه دوره‌ها                             | در اثر آبگیری سده جره غرق شده | ؟                                | ؟               |       | وزارت نیرو          |
| ۱۱   | تپه قلعه قره کند-قلعه کنت                   | بوکان           | دوره برنز                              | تبدیل به پادگان سپاه شده و بخش زیادی از آن تخریب شده | ۵۷۳                              | ۱۶ دی ۱۳۴۵      |       | ؟                   |
| ۱۲   | محوطه قلعه سردار عزیز خان                   | بوکان           | قاجاریه                                | بخشی از آن پادگان نظامی است و سال ۱۳۸۴ ضلع جنوبی آن به پهنای چند متر تخریب شد تا کوچه ۶ متری مجاور آن به خیابان ۱۲ متری تبدیل شود و در آن مغازه و پاساژ ساخته شود. | به شماره ۵۹۵ به ثبت ملی رسیده‌است | ؟               |       | ؟                   |
| ۱۳   | تپه پشت‌تپ (باغ شایگان) (تپه شایگان)         | مهاباد          | پیش از تاریخ تا هزاره اول پیش از میلاد | در مرکز شهر مهاباد قرار دارد و چندین بار دی چند سال گذشته به بهانه تعریض خیابان تخریب شده‌است.                                                                      | ۶۰۹                              | ۱۶ دی ۱۳۴۵      |       | ؟                   |
| ۱۴   | بقایای چهارطاقی رکن‌آباد                     | شیراز           | ساسانی؟ اسلامی                         | در پروژه تعریض جاده شیراز ـ مرودشت کاملاً تخریب شد | ۱۰۴۹۹                            | ۲ آبان ۱۳۸۲     |       | ؟                   |
| ۱۵   | محوطه غار باغ منصوری                        | شیراز           | فرا پارینه سنگی                        | در پروژه پارک و فضای سبز کاملاً تخریب شد | ثبت شده بود                      | ؟               |       | ؟                   |
| ۱۶   | تل روباهی                                   | مرودشت          | دوره جری نو سنگی                       | عبور کانال زهکشی از میان تپه و تخریب حدود ۸۵٪ از محوطه | ۲۰۹۲۲                            | ۳۰ بهمن ۱۳۸۶    |       | ؟                   |
| ۱۷   | تپه سیف آباد                                | کازرون          | ساسانی                                 | عبور لوله گاز جنوب به شمال از میان تپه و تخریب ۷۰٪ از محوطه | بعد از تخریب ثبت شد              | ؟               |       | ؟                   |
| ۱۸   | تپه محمد جعفر                               | کازرون          | ساسانی                                 | تعرض شده با بیل مکانیکی | بعد از تخریب ثبت شد              | ؟               |       | ؟                   |
| ۱۹   | معدن سنگ دوره هخامنشی گوندِشلو               | مرودشت فارس     | هخامنشی                                | تعرض شده با استخراج معدن جدید | بعد از تخریب ثبت شد              | ؟               |       | ؟                   |
| ۲۰   | اشکفت قد برمشور                             | شیراز           | پارینه سنگی جدید                       | تعرض با بیل مکانیکی | ثبت شده بود                      | ؟               |       | ؟                   |
| ۲۱   | جبهه غربی کاخ آپادانا شوش                   | شوش             | عیلامی تا هخامنشی                      | احداث هتل | ثبت شده بود                      | ؟               |       | ؟                   |
| ۲۲   | پناهگاه صخره ای پل فسا                      | شیراز           | پارینه سنگی جدید                       | در پروژه تقاطع غیر هم سطح تخریب شد | ثبت شده بود                      | ؟               |       | ؟                   |
| ۲۳   |                                             | /               | ساسانی هخامنشی اسلامی                  | | ثبت شده بود                      | ؟               |       | ؟                   |
| ۲۴   | محوطه باز (کارگاه) قادر آباد                | قادرآباد (فارس) | پارینه سنگی میانی                      | احداث آپارتمان و تخریب کامل | ۲۴۱۸۵                            | ۱۵ دی ۱۳۸۷      |       | ؟                   |
| ۲۵   | محوطه مقدس یا جایگاه ستایش پاسارگاد         | پاسارگاد        | هخامنشی                                | به‌طور کلی توسط دینامیت قاچاقچیان منهدم شده‌است | ۸۴۹۹                             | ۹ اردیبهشت ۱۳۸۲ |       | ؟                   |
| ۲۶   | کتیبه کرتیر در نقش رجب                      | مرودشت          | ساسانی                                 | نام موبد موبدان در کتیبه کرتیر با سنگ فرز بریده شده‌است | ۲۲                               | ۲۴ شهریور ۱۳۱۰  |       | ؟                   |
| ۲۷   | بنایی که بر فراز چاه مرتاض علی ساخته شده‌است | شیراز           | اسلامی                                 | در پروژه مرمت این بنا، توسط سازمان میراث فرهنگی فارس تخریب شد و بنای دیگری با پلان متفاوت ساخته شد                                                                 | ثبت شده بود                      | ؟               |       | ؟                   |
| ۲۸   | کتیبه مسجد وکیل                             | شیراز           | اسلامی                                 | دزدیده شد | ثبت شده بود                      | ؟               |       | ؟                   |
| ۲۹   | محوطه سیکل ترکیبی                           | کازرون          | اسلامی                                 | در پروژه سیکل ترکیبی تخریب شد که دارای گچبری‌های بسیار زیبایی از دوره ایلخانی بود                                                                                   | ؟                                | ؟               |       | ؟                   |
| ۳۰   | اشکفت گاوی                                  | مرودشت فارس     | پارینه سنگی میانی                      | روزنبرگ این غار را کاوش کرده بود که در پروژه استخراج سنگ آهک پتروشیمی با دینامیت تخریب شد                                                                          | بعد از تخریب ثبت شد              | ؟               |       | ؟                   |
| ۳۱   | آتشکده سنگی تنگ کرم (کتیبه میل تنگ کرم)     | فسا             | ساسانی                                 | به‌طور کلی منهدم شده با دینامیت قاچاقچیان به سودای گنج در میان ستون                                                                                                 | ۲۶۴                              | ۱۲ اسفند ۱۳۱۵   |       | ؟                   |
| ۳۲   | نقش برجسته بهرام دوم گویم                   | شیراز           | ساسانی                                 | این احتمال هست که این نقش در محوطه یک باغ وجود داشته باشد، اما از سرنوشت این نقش برجسته کسی خبر ندارد                                                              | ثبت شده‌است                       | ؟               |       | ؟                   |
| ۳۳   | محوطه لیان                                  | بوشهر           | عیلامی                                 | در پایگاه هوایی قرار دارد و از سرنوشت آن کسی خبر ندارد | ؟                                | ؟               |       | ؟                   |
| ۳۴   | تپه ماد آباد                                | مرودشت          | دوران اسلامی                           | به‌طور کلی در پروژه احداث آپارتمان تخریب شد و بخشی حدود ۵٪ آن برای کاوش آموزشی دانشگاه مرودشت انجام شد                                                              | ۱۲۵۶                             | ۱۸ آذر ۱۳۵۴     |       | ؟                   |
| ۳۵   | تپه اشرف                                    | اصفهان          | ۷۰۰۰ سال پیش                           | بعد از کاوش رها شده و به پیست موتور سواری تبدیل شده‌است | ۱۷۷۰                             | ۲۶ آبان ۱۳۷۵    |       | ؟                   |
| ۳۶   | آتشگاه اصفهان                               | اصفهان          | پیش از اسلام                           | عدم محافظت در حریم منظری آن هتل ساخته می‌شود | ۳۸۰                              | ۱۱ آذر ۱۳۳۰     |       | ؟                   |
| ۳۷   | ساختمان پرچم                                | تهران           | پهلوی اول                              | تخریب کامل | عدم ثبت در آثار ملی              | ؟               |       | ؟                   |
| ۳۸   | بازار سنتی تهران                            | تهران           | قاجاریه                                | تخریب و احداث قسمت‌های نوسازی در مرکز این بافت | ۱۵۴۰                             | ۲ آبان ۱۳۵۶     |       | ؟                   |
| ۳۹   | بافت تاریخی شیراز                           | شیراز           | ساسانی هخامنشی اسلامی                  | تخریب کامل برای ایجاد فضای تجاری در طرح بین الحرمین | ثبت ملی                          | ؟               |       | ؟                   |
| ۴۰   | تپه هگمتانه                                 | همدان           | مادها                                  | بر روی قسمتی از آن سنگفرش ساخته شده‌است | ۲۸                               | ۲۴ شهریور ۱۳۱۰  |       | ؟                   |
| ۴۱   | نقش برجسته سرسره ری                         | ری              | قاجار                                  | در اوایل دهه ۱۹۷۰ تخریب شد | ؟                                | ؟               |       | کارخانه سیمان       |
| ۴۲   | قلعه آتشگاه                                 | کاشمر           | ساسانیان                               | تخریب شده‌است. | ؟                                | ؟               |       | ؟                   |
| ۴۳   | قلعه ریگ                                    | کاشمر           | دوره سلجوقیان                          | تخریب شده‌است. | ۱۳۱۸۶                            | ۱۶ مرداد ۱۳۸۴   |       | ؟                   |